# Molauer Land
Molauer Land är en kommun och ort i Burgenlandkreis i förbundslandet Sachsen-Anhalt i Tyskland.
Kommunen bildades den 1 januari 2010 genom en sammanslagning av de tidigare kommunerna Abtlöbnitz, Casekirchen, Leislau och Molau.
Kommunen ingår i förvaltningsgemenskapen Wethautal tillsammans med kommunerna Meineweh, Mertendorf, Osterfeld, Schönburg, Stößen och Wethau.